# Rashad al-Bayumi
Rashād al-Bayūmī (in arabo رشاد البيومى‎?; ...) è un attivista e politico egiziano.
Noto anche come Rashad al-Bayoumi, è uno dei capi dei Fratelli Musulmani in Egitto e uno dei 13 componenti dell'Ufficio della Guida (Maktab al-irshād) del movimento.
Professore universitario a tempo definito (mutafargh) nella Facoltà di Geologia dell'Università del Cairo, al-Bayumi è stato arrestato nel 2006 per appartenenza a un gruppo politico eversivo che all'epoca era messo al bando e nuovamente imprigionato il 4 luglio del 2013 come conseguenza del golpe militare in Egitto del 2013.